# Ran sharing
Il ran sharing (Radio Access Network sharing) è una strategia tecnologica che prevede la condivisione delle antenne tra diversi operatori.

## Definizione
Normalmente un operatore ha le proprie antenne per la propagazione del segnale, mentre con la strategia del ran sharing due o più operatori possono accordarsi per condividere determinate antenne per la copertura di territori con bassa densità della popolazione, in modo da abbattere i costi di gestione e investimento, inoltre permette di ridurre l'impatto ambientale e a seconda degli accordi tra operatori possono essere condivise anche le frequenze o i blocchi di frequenza.
Queste caratteristiche la differenziano dal roaming, in quanto non vi sono limitazioni nell'impiego delle relative celle, le quali vengono riconosciute dai vari dispositivi come se fossero proprietarie dell'operatore.